# William Fothergill Cooke
William Fothergill Cooke (Ealing, 4 maggio 1806 – Farnham, 25 giugno 1878) è stato un inventore britannico.
Insieme con Charles Wheatstone fu co-inventore del telegrafo elettrico Cooke-Wheatstone che fu brevettato nel maggio 1837. Nel 1846 fondò la Electric Telegraph Company insieme a John Lewis Ricardo. Ricevette il titolo di cavaliere nel 1869.

## La vita
Nacque a Ealing, Middlesex; suo padre fu un chirurgo e più tardi divenne professore di anatomia all'università di Durham. Da 3 a 18 anni William frequentò la scuola a Durham e poi si spostò all'università di Edimburgo. A 20 anni entrò nell'esercito indiano.
Dopo cinque anni di servizio in India tornò a casa; studiò medicina a Parigi e a Heidelberg sotto Georg Wilhelm Munke. Nel 1836 vide, solo in fase di sperimentazione, il telegrafo elettrico: Munke aveva illustrato l'apparato fondato sui principi di Pavel Schilling nel 1835. Cooke decise di impiegare l'invenzione nel sistema ferroviario.
Nel 1837 Cooke tornò in Inghilterra grazie alla conoscenza di Michael Faraday e Peter Mark Roget. I due lo presentarono a Charles Wheatstone, che nel 1834 aveva donato alla Royal Society il resoconto di sperimenti sulla velocità dell'elettricità. Cooke aveva anche costruito un apparato di telegrafia, basato sempre sui principi di Schilling, a tre fili, e progettò un sistema di allarme meccanico. Si portò avanti anche nella negoziazione per l'utilizzo del telegrafo, con la compagnia ferroviaria di Liverpool e Manchester. Wheatstone e Cooke entrarono in affari nel maggio 1837; Cooke si occupò principalmente del settore economico e commerciale.
Il primo brevetto ottenuto dai due arrivò un mese dopo "per i miglioramenti apportati alla trasmissione per via elettrica di segnali e allarmi su lunghe distanze". Cooke testò l'invenzione nelle compagnie ferroviarie di London and Blackwall Railway, London and Birmingham Railway e Great Western Railway. Il sistema a cinque fili era troppo oneroso. Nel 1838 venne ridotto il numero di fili a due e Cooke e Wheatstone ottennero un nuovo brevetto.
Prima del comitato parlamentare sulle ferrovie, tenutosi nel 1840, Wheatstone affermò che insieme a Cooke aveva ottenuto un nuovo brevetto per il telegrafo a un solo filo, inizialmente ritenuto troppo costoso, ma ben presto questo strumento fu utilizzato da tutte le ferrovie del paese.
Nel frattempo nacque una disputa tra Cooke e Wheatstone, si arrivò ad un accordo nel 1843, con il quale la maggior parte dei brevetti vennero assegnati a Cooke con la clausola che Wheatstone poteva utilizzare a suo piacere l'invenzione; nel 1846 i due fondarono la Electric Telegraph Company.
Cooke più tardi provò ad ottenere un'estensione dei brevetti, ma il comitato del Privy Council glielo negò. Cooke e Wheatstone ottennero la medaglia d'oro della Società delle Arti nel 1867; due anni dopo Cooke fu nominato cavaliere, mentre Wheatstone ottenne lo stesso titolo un anno più tardi.
Cooke andò in pensione nel 1871. Morì il 25 giugno 1879.